# Pinanga pantiensis
Pinanga pantiensis är en enhjärtbladig växtart som beskrevs av John Dransfield. Pinanga pantiensis ingår i släktet Pinanga och familjen Arecaceae. Inga underarter finns listade i Catalogue of Life.